# Khalida Khalaf Hanna al-Twal
La coronel Khalida Khalaf Hanna al-Twal és una agent de policia jordana. Actualment té un dels càrrecs prominents de rang més elevat en els serveis de seguretat de Jordània.
És cap del Public Security Directorate (PSD) del Departament de Dones Policia. És també una membre clau de la Jordan National Comission for Women (JNCW) i és coneguda pels seus esforços en l'empoderament de les dones i dels seus drets i seguretat a Jordània. Es va unir al Directorate l'any 1991 i ha treballat com a voluntària en afers dels refugiats i també ha servit com a coordinadora en la crisi dels rebel sirians. Anteriorment, va servir com a editora de notícies, productora de programes, escriptora i presentadora del Directorate.
Se li va atorgar el Premi Internacional Dona Coratge el 8 de març de 2019, un premi que és lliurat a dones per les seves contribucions notables que sovint passen inadvertides en el dia Internacional de les Dones) pel Departament d'Estat dels Estats Units. Va rebre el premi juntament amb 10 persones més.